# Автомагістраль А10 (Франція)
Автомагістраль A 10, також L'Aquitaine, є автомаршрутом у Франції, який простягається на 549 кілометрів від A6 на південь від Парижа до A630 у Бордо. Це найдовша автострада у Франції. Загалом він паралельний Національній дорозі N10, але значно відрізняється від старішої N10 між Парижем і Туром і між Пуатьє та Бордо. Найближчими маршрутами Routes Nationale до цих ділянок є N20 від Парижа до Орлеана, N152 від Орлеана до Тура, N11 від Пуатьє до Ніора, N150 від Ніора до Сенту та N137 від Сенту до Бордо.

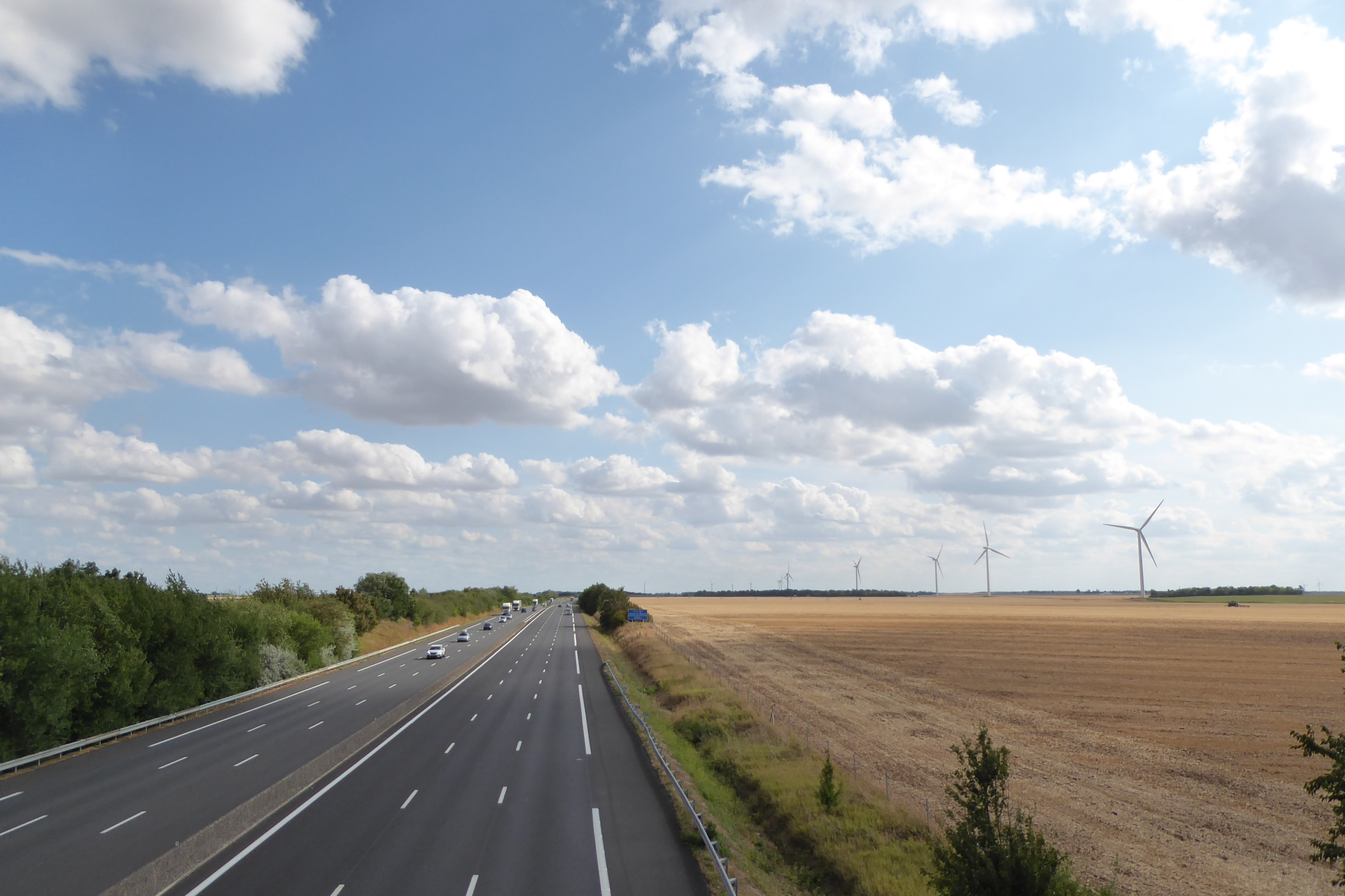
A10

Уся A10 є частиною європейського автошляху E05, а також частина E50 на північ від розколу A11 біля Шартра та E60 між виїздом 14 в Орлеані та виїздом 19 у Турі. Більша частина A10 є платною дорогою, але вона безкоштовна на північ від N104, поблизу Парижа, між виїздами 20 і 22 у Турі та на південь від N10 (виїзд 39), поблизу Бордо.